# Erkki Koiso-Kanttila
Erkki Antero Koiso-Kanttila, född 8 december 1914 i Tammerfors, död 29 oktober 2006 i Helsingfors, var en finländsk arkitekt och universitetsrektor. Han var far till Jouni Koiso-Kanttila.
Koiso-Kanttila utexaminerades från Tekniska högskolan 1942. Han verkade 1945–1948 som planeringschef vid Lapplands återuppbyggnadskommitté och var därefter 1949–1950 byggnadsinspektör vid Lapplands läns byggnadsinspektion, varefter han flyttade till Helsingfors och 1950–1958 tjänstgjorde som chef vid Standardiseringsverket samt 1958–1959 som biträdande stadsarkitekt och 1959–1961 som stadsarkitekt i Helsingfors. Han var 1961–1977 professor i arkitektur vid Uleåborgs universitet och 1965–1968 dess rektor. Han innehade ett flertal förtroendeposter i byggbranschen och hade 1948–1985 även egen praktik; planerade ett flertal skolor, affärs- och bostadsbyggnader.